# 權利與自由黨
權利與自由黨（庫德語：Partiya Maf û Azadiyan，土耳其語：Hak ve Özgürlükler Partisi）是土耳其的一個主張庫德民族主義政黨。

## 概述
截至2023年為止，權利與自由黨總共有1792名黨員。權利與自由黨主張土耳其應實行聯邦制作為增加庫德人在該國東南部自治的一種手段，權利與自由黨於2002年從民主人民黨(DEHAP)中分裂出來。該黨的總部位於迪亞巴克爾。該黨一直由費赫米·德米爾(Fehmi Demir)領導，直到他於2015年10月去世。
在2014年土耳其地方選舉中，權利與自由黨以43846票贏得了穆什省科努克貝克勒的市長席位。在2015年6月的大選中，權利與自由黨首次參加大選，獲得58698票。